# Tessa Blanchard
Tessa Blanchard (Charlotte, 26 de julho de 1995) é uma lutadora profissional americana. Ela é contratada pela TNA Wrestling, onde é uma ex-campeã mundial do Impact e campeã das Knockouts do Impact. Anteriormente, ela lutou para o Consejo Mundial de Lucha Libre (CMLL), onde foi campeã mundial de duplas femininas. Além disso, Blanchard é ex-campeã feminina do The Crash, campeã AAA Reina de Reinas e campeã mundial do WOW.
Blanchard, uma lutadora profissional de terceira geração, é filha de Tully Blanchard, neta do promotor de wrestling Joe Blanchard, e enteada do rival de Tully Blanchard, Magnum T. A.

## Juventude e treinamento
Blanchard nasceu em Charlotte, Carolina do Norte, em 26 de julho de 1995. Ela é neta do lutador Joe Blanchard, filha de Tully Blanchard e enteada de Magnum T. A.
Aos quatro anos, Blanchard e seus irmãos se mudaram para a casa de sua mãe e padrasto após a separação dos pais. Tully Blanchard visitava seus filhos pelo menos uma vez por mês após o divórcio. Ela tem três irmãos do lado de seu pai e meio-irmãos gêmeos do lado de seu padrasto. Blanchard se considera uma entusiasta de teatro musical, tendo se matriculado no Children's Theatre of Charlotte, participado de concursos de recitação de Shakespeare e atuado em todas as produções amadoras de sua escola. Ela também fez parte da equipe de atletismo.
Ela deixou a casa dos pais após o ensino médio e frequentou brevemente a Universidade da Carolina do Norte em Charlotte. Nesse período, viveu com a renda do trabalho em uma casa noturna e interrompeu a comunicação com os membros de sua família imediata por um longo período. Blanchard trabalhava como bartender e garçonete, além de sair para festas com seus amigos da faculdade, quando seu interesse pela luta profissional surgiu. Ela foi com seu pai para a indução dos Four Horsemen ao Hall da Fama da WWE, em 2012, em Miami. Tessa manteve seus planos de entrar para o wrestling em segredo da família, pois ainda estava, na época, começando a se reconciliar com sua mãe e padrasto.
Blanchard foi para a Highspots Wrestling School em Charlotte quando completou 18 anos, em 2013. Ela foi treinada pelo veterano George South, que atuou na NWA, WWE e WCW, e teve como colega de classe o futuro lutador da WWE, Cedric Alexander. Blanchard contou a seu pai e padrasto sobre seu treinamento em wrestling após a insistência de South e do proprietário da Highspots, Michael Bochicchio, cerca de seis meses após o início de sua formação. Ela fez um teste para a WWE em 2014, mas uma oferta formal nunca se concretizou.

## Carreira na luta livre profissional

### Circuito independente (2014–2016)
Blanchard competiu no Queens of Combat 2 em 13 de junho de 2014, onde interrompeu o discurso de Miss Rachel após sua vitória sobre Amanda Rodriguez. Isso resultou em uma luta entre Blanchard e Miss Rachel, na qual Blanchard foi derrotada. Em 11 de outubro do mesmo ano, ela participou do torneio Super 8 ChickFight, organizado pela East Coast Wrestling Association (ECWA), uma federação de Delaware onde lutadoras competem. Blanchard venceu o torneio ao eliminar, sucessivamente, Tina San Antonio, Renee Michelle e, por fim, Jenny Rose. Uma semana depois, Blanchard defendeu com sucesso seu título de campeã feminina da ECWA contra Amber O'Neal.
Em 8 de novembro de 2014, Blanchard estreou na Women Superstars Uncensored (WSU) e foi derrotada por Niya em uma luta pelo WSU Spirit Championship no evento Breaking Barriers III. Em 21 de fevereiro de 2015, Blanchard conquistou sua primeira vitória na WSU ao derrotar Sassy Stephie.
Blanchard fez sua estreia na Shine Wrestling como vilã no evento Shine 26, em 3 de abril de 2015, sendo derrotada por Evie. Mais tarde na mesma noite, Blanchard atacou Leva Bates, o que fez com que Bates e Jessicka Havok fossem derrotadas por Saraya Knight e Su Yung. Após o ataque, Blanchard se tornou a mais nova integrante do grupo Valkyrie. No Shine 27, Blanchard foi derrotada por Bates. Após a luta, ela e April Hunter atacaram Bates.
Em 9 de janeiro de 2016, Blanchard fez sua estreia no Lucha Underground, perdendo para Ivelisse Velez em uma luta dark (não transmitida). Em 24 de abril de 2016, Blanchard participou de outra luta dark ao lado de Prince Puma em uma gravação do Lucha Underground, onde derrotaram Marty Martinez e Mariposa.
Blanchard começou a lutar em combates intergender (onde lutadores de diferentes gêneros, como homens e mulheres, competem entre si) a partir da primavera de 2016, após passar por federações como SHIMMER, Stardom, Lucha Underground e NXT. Ela teve uma luta individual contra Dominik Dijakovic, que na época era um contratado do NXT, além de uma luta de equipes mistas com Ricochet, Bea Priestley e Will Ospreay. Em 16 de junho de 2018, Blanchard derrotou Mercedes Martinez para conquistar o WSU Championship.
Em 7 de julho, a Rise Wrestling realizou o evento Rise of the Knockouts, uma colaboração com a Impact Wrestling. Blanchard conquistou o Phoenix of Rise Championship em uma luta iron woman de 30 minutos contra Mercedes Martinez, vencendo o título que estava vago. Blanchard perdeu o campeonato para Martinez em 19 de outubro, em uma luta iron woman de 75 minutos, a mais longa luta feminina da história do wrestling. Em 14 de julho, Blanchard derrotou Lacey Lane e Santana Garrett para conquistar o The Crash Women's Championship.
Em 1º de setembro, Blanchard derrotou Britt Baker, Chelsea Green e Madison Rayne em uma luta Four Corner Survival no evento All In.

### WWE (2016, 2017)
Em 2016, Blanchard apareceu na WWE, fazendo sua estreia no ringue pelo NXT em 2 de abril de 2016, em uma luta vencida por Alexa Bliss. Em 4 de maio, Blanchard lutou e perdeu para Nia Jax. Em 15 de junho, Blanchard fez sua terceira luta, perdendo para Carmella. Em 13 de julho de 2017, Blanchard retornou como parte do Mae Young Classic, sendo eliminada do torneio na primeira rodada por Kairi Sane.

### World Wonder Ring Stardom (2016–2017)
Em agosto de 2016, Blanchard fez sua estreia no Japão pela promoção World Wonder Ring Stardom ao participar do 5-Star Grand Prix de 2016, onde chegou à final, mas foi derrotada por Yoko Bito em 22 de setembro. Blanchard retornou à Stardom em abril de 2017. Em 30 de abril, ela participou do Torneio Cinderella de 2017, derrotando a campeã High Speed Kris Wolf na primeira rodada, antes de ser eliminada na segunda rodada pela eventual vencedora do torneio, Toni Storm. Em 14 de maio, Blanchard fez dupla com Jessicka Havok para desafiar sem sucesso Hiroyo Matsumoto e Jungle Kyona pelo Goddesses of Stardom Championship.

### Impact Wrestling (2018–2020)

#### Campeã dasKnockouts(2018–2019)
Blanchard fez sua estreia na Impact Wrestling em 22 de abril de 2018, no evento Redemption, quando se juntou à equipe de comentaristas durante uma luta entre Kiera Hogan e Taya Valkyrie. Algumas semanas depois, após atacá-la durante sua luta, Blanchard derrotou Hogan em sua primeira luta no Impact!. No Slammiversary XVI, Blanchard conquistou sua primeira vitória em pay-per-view ao derrotar Allie.
Em 12 de agosto (transmitido com atraso em 30 de agosto) no especial ReDefined, Blanchard derrotou Allie e Su Yung em uma luta three-way para conquistar o Campeonato das Knockouts do Impact pela primeira vez em sua carreira. No evento One Night Only: Bad Intentions, transmitido na noite seguinte, Blanchard realizou sua primeira defesa bem-sucedida do título ao derrotar Gisele Shaw. Durante seu reinado, Blanchard conseguiu reter o título contra várias competidoras, como Su Yung e Faby Apache. Em outubro, Blanchard começou uma rivalidade com Taya Valkyrie, a quem derrotou em duas ocasiões diferentes — no Bound for Glory e três semanas depois em uma revanche no Impact. Valkyrie, no entanto, conseguiu fazer Blanchard desistir em uma luta de duplas mista, o que lhe garantiu outra oportunidade pelo título.
Em 6 de janeiro de 2019, no Impact Wrestling Homecoming, Blanchard perdeu o campeonato para Taya Valkyrie, depois que a árbitra especial convidada Gail Kim (que Blanchard atacou durante a luta) aplicou o Eat Defeat nela, encerrando seu reinado após 147 dias. Após não conseguir recuperar o título de Valkyrie em uma street fight, Blanchard iniciou uma rivalidade com Kim que resultou em ambas se atacando em diversas ocasiões, dentro e fora do ringue (incluindo no restaurante do marido de Kim). Isso levou ao anúncio de uma luta entre as duas no Impact Wrestling Rebellion, em 28 de abril, onde Blanchard derrotou Kim no que foi oficialmente a última luta de Kim. Após o combate, Kim elogiou Blanchard por suas habilidades e como o futuro da divisão. Blanchard agradeceu a Kim e retribuiu o respeito, tornando-se face no processo.

## Vida pessoal
Ela foi a dublê de acrobacias da atriz Florence Pugh no filme Fighting with My Family, produzido por Dwayne "The Rock" Johnson, que conta a história da ex-lutadora da WWE, Paige.
Em 20 de novembro de 2019, Blanchard confirmou seu noivado com o lutador Miguel Olivo, mais conhecido pelo nome no ringue Daga. O casal se casou em agosto de 2020 e passou a residir no México. Em janeiro de 2023, eles divulgaram uma declaração pública anunciando sua separação.
Em janeiro de 2020, diversas lutadoras acusaram Blanchard de bullying e racismo. Um dos casos mais notórios foi o que Blanchard cuspiu e ofendeu racialmente  a porto-riquenha Nilka García Solís, mais conhecida na luta livre profissional como Rosa Negra. Mais tarde, Rosa Negra confirmou que o episódio tinha realmente acontecido,  embora Blanchard negue. 

## Títulos e prêmios
- American Pro Wrestling Alliance
  - APWA World Ladies Championship (1 vez)[52][53]
- Canadian Wrestling Federation
  - CWF Women's Championship (1 vez)[54]
- Consejo Mundial de Lucha Libre
  - International Grand Prix Feminino (2023)[55]
  - CMLL World Women's Tag Team Championship (1 vez) – com Lluvia
- The Crash
  - The Crash Women's Championship (1 vez)[56][57]
- East Coast Wrestling Association
  - ECWA Women's Championship (1 vez)[58][59][60]
  - ECWA Super 8 ChickFight Tournament (2014)[61]
- Exodus Wrestling Alliance
  - EWA Heavyweight Championship (1 vez)[62]
  - EWA Florida Heavyweight Championship (1 vez)[63]
- Impact Wrestling
  - Campeonato Mundial do Impact (1 vez)[64]
  - Campeonato Mundial das Knockouts do Impact (1 vez)[65]
  - Mashup Tournament (2019) – com Sami Callihan[66]
  - Impact Year End Awards (4 vezes)
- Knockout do Ano (2018)
- Luta do Ano (2019) vs. Sami Callihan no Slammiversary XVII
- Movimento do Ano (2019) Magnum[67]
- Lutadora do Ano (2019)
- Lucha Libre AAA Worldwide
  - AAA Reina de Reinas Championship (1 vez)
- Lucky Pro Wrestling
  - Kings And Queens Tournament (2015) – com Anthony Greene[68]
- Noble Champions Group
  - NCG Women's Championship (1 vez, atual)[69]
- PCW Ultra
  - PCW Ultra Women's Championship (1 vez)[70]
- Pro Wrestling eXpress
  - PWX Women's Championship (1 vez)[71]
- Pro Wrestling Illustrated
  - PWI a colocou na #5ª posição das 100 melhores lutadoras individuais no PWI Women's 100 em 2019[72]
  - PWI a colocou na #83ª posição dos 500 melhores lutadores individuais no PWI 500 em 2020[73]
- Remix Pro Wrestling
  - Remix Pro Fury Championship (1 vez)[74]
- Rise Wrestling
  - Phoenix Of RISE Championship (1 vez)[75]
  - Rise Year End Awards (2 vezes)
- Luta do Ano (2018) vs. Mercedes Martinez luta iron woman de 75 minutos no RISE 10: Insanity[76]
- Momento do Ano (2018) – Mercedes Martinez e Tessa Blanchard estabelecendo um novo recorde mundial no RISE 10, com a luta feminina individual mais longa da história, durando 75 minutos.[76]
- Shimmer Women Athletes
  - Shimmer Tag Team Championship (1 vez) – com Vanessa Kraven[77]
- Sports Illustrated
  - Sports Illustrated a colocou na #2ª posição entre as 10 melhores lutadoras do mundo em 2019[78]
- Warrior Wrestling
  - WW Women's Championship (1 vez)[79][80][81]
- Women of Wrestling
  - WOW World Championship (1 vez)[82][83][84]
- Women Superstars Uncensored
  - WSU Championship (1 vez)[85][86]
- WrestleCircus
  - WC Lady of the Ring Championship (1 vez)[87][88]
  - WC Sideshow Championship (1 vez)[89][90][91]
- Zelo Pro
  - Zelo Pro Women's Championship (1 vez)[92][93][94]